# امیرحسین ذکرگو
امیرحسین ذکرگو (متولد ۱۳۳۵ در تهران) هنرمند، تاریخ‌نگار و هندشناس ایرانی است. او استاد هنر اسلامی در دانشگاه بین‌المللی اسلامی مالزی است. او از طرف یونسکو، «بورس راه ابریشم ایکو هیرایاما» را دریافت کرد.

## آثار
- سیر هنر در تاریخ (دوره پیش دانشگاهی رشته هنر)، امیرحسین ذکرگو، ناشر: مدرسه - ۱۳۸۳
- فیل در شمایلهای هندویی و بودایی، امیرحسین ذکرگو، ناشر: فرهنگستان هنر - ۱۳۸۹
- مار در هنرهای بودایی و هندویی، امیرحسین ذکرگو، ناشر: فرهنگستان هنر - ۱۳۹۱
- اسطوره‌شناسی و هنرمند، امیرحسین ذکرگو، ناشر: مؤسسه تألیف ترجمه و نشر آثار هنری متن - ۱۳۹۵
- ایزدان آب و آبزیان اساطیری، امیرحسین ذکرگو، ناشر: فرهنگستان هنر، مؤسسه تألیف ترجمه و نشر آثار هنری متن - ۱۳۹۴
- مبانی سنتی هنر و زندگی: تأملی در کتاب «رقص شیوا» ی آناندا کوماراسوامی، امیرحسین ذکرگو، ناشر: فرهنگستان هنر - ۱۳۹۰
- من بهشت را دیده‌ام: تاملاتی در فلسفه هنرهای غربی، شرقی و اسلامی (گفت‌وگو با امیرحسین ذکرگو)، زهرا زواریان ناشر: نقد فرهنگ - ۱۳۹۶